# Ancient Pride
Ancient Pride är en EP av det grekiska black metal-bandet Necromantia. Den spelades in i Sin Ena Studio hösten 1996 och producerades av bandet tillsammans med Chris Hajistamou. EP:n gavs ut 1997 av Osmose Productions som CD, och i en begränsad och numrerad vinylupplaga på 1 000 exemplar. På vinylutgåvan ingår bonusspåret "Spiritforms Of The Psychomancer". Musik och texter är skrivna av Necromantia utom Manowar-covern "Each Dawn I Die" som har text och musik av Manowars basist Joey DeMaio. Albumet återutgavs 2005 av Black Lotus Records, då med Iron Maiden-covern The Number of the Beast som bonusspår.

## Låtlista
1. Shaman - 5:33
2. Ancient Pride - 5:28
3. For The Light Of My Darkness - 6:07
4. Each Dawn I Die (Manowar-cover) - 4:21

Total speltid 21:29 
- Spiritforms Of The Psychomancer - (bonusspår vinylutgåva)
- The Number of the Beast - (Iron Maiden-cover, bonusspår 2005)

## Banduppsättning
- The Magus (George Zaharopoulos), sång, bas
- Baron Blood (Makis), 8-strängad bas

### Gästmusiker
- Inferno – synthesizer, piano
- Divad – sologitarr
- Yiannis Papayiannis – klassisk gitarr, flöjt
- George Panou – trummor